# Кабалін Микола Петрович
Кабалін Микола Петрович (рос. Кабалин Николай Петрович; 24 лютого 1920 — 23 лютого 1991) — Гвардії старшина Робітничо-селянської Червоної Армії, учасник Другої світової війни, Герой Радянського Союзу (26.04.1944).

## Біографія
Микола Кабалін народився 24 лютого 1920 року в селі Ново-Олександрівка (нині Старошайговський район Мордовії). З 1930 проживав у Нижньому Новгороді, де закінчив десять класів школи, після чого працював на Горьківському автомобільному заводі. У травні 1941 року був призваний на службу до Робітничо-селянської Червоної Армії. З грудня 1942 — на фронтах Другої світової війни. Брав участь у боях на Північно-Західному, Воронезькому, 1-му Українському фронтах, п'ять разів був поранений. Брав участь у боях на Псковщині, у Житомирсько-Бердичівській, Проскурівсько-Чернівецькій операціях. До березня 1944 року гвардії старший сержант Микола Кабалін був помічником командира взводу мотострілецького батальйону 21-ї гвардійської механізованої бригади 8-го гвардійського механізованого корпусу 1-ї танкової армії 1-го Українського фронту. Відзначився під час форсування Дністра.
24 березня 1944 року Микола Кабалін першим на своїй ділянці переправився через Дністер у районі села Устечко Заліщицького району Тернопільської області Української РСР та знищив розрахунок ворожого кулемета на західному березі річки, завдяки чому основні сили змогли без втрат переправитися та захопити плацдарм.
Указом Президії Верховної Ради СРСР від 26 квітня 1944 року за «зразкове виконання бойових завдань командування на фронті боротьби з німецькими загарбниками та виявлені при цьому мужність і героїзм» гвардії сержант Микола Кабалін був удостоєний високого звання Героя Радянського Союзу з врученням Золотої Зірка за номером 4454.
У грудні 1944 року Кабалін був демобілізований за інвалідністю. Повернувся до Горького, продовжував працювати на Горьківському автомобільному заводі.
Помер 23 лютого 1991 року, похований на Старому автозаводському цвинтарі Нижнього Новгорода.
Був також нагороджений орденом Великої Вітчизняної війни 1-го ступеня, двома орденами Червоної Зірки, поруч медалей.